# Małaja Gorczakowka
Małaja Gorczakowka (ros. Малая Горчаковка) – wieś (ros. деревня, trb. dieriewnia) w zachodniej Rosji, w sielsowiecie wierchnieczesnoczeńskim rejonu wołowskiego w obwodzie lipieckim.

## Geografia
Miejscowość położona jest nad rzeką Ołym, 4 km od centrum administracyjnego sielsowietu wierchnieczesnoczeńskiego (Niżnieje Czesnocznoje), 19 km od centrum administracyjnego rejonu (Wołowo), 126 km od stolicy obwodu (Lipieck).

## Demografia
W 2012 r. miejscowość zamieszkiwało 11 osób.